# L'Incrédulité du père Brown
L'Incrédulité du père Brown est un recueil de huit nouvelles policières de Gilbert Keith Chesterton qui met en scène son détective catholique, le père Brown. L'ouvrage paraît chez l’éditeur Cassell and Co., à Londres, Angleterre, en juillet 1926.
Après une interruption de près de dix ans, ce sont de nouvelles enquêtes du père Brown qui suivent celles de La Sagesse du père Brown. Elles ont été d'abord publiées, de façon irrégulière, dans le mensuel The Nash's Magazine, entre décembre 1923 et avril 1926. Toutefois, La Résurrection du père Brown, nouvelle qui ouvre le recueil, reste inédite jusqu'à la parution de l'ouvrage.  
Dans le recueil, Chesterton modifie volontairement l'ordre chronologique de parution des nouvelles dans le Nash's Magazine. 

## Contenu du recueil
Le recueil The Incredulity of Father Brown (L'Incrédulité du père Brown) regroupe les nouvelles suivantes :
1. The Resurrection of Father Brown, publiée dans The Incredulity of Father Brown, 1926 (La Résurrection du père Brown)
2. The Arrow of Heaven, publiée dans The Nash's Magazine, juillet 1925 (La Flèche du ciel)
3. The Oracle of the Dog, publiée dans The Nash's Magazine, décembre 1923 (L'Oracle du chien)
4. The Miracle of Moon Crescent, publiée dans The Nash's Magazine, mai 1924 (Le Miracle de Moon Crescent)
5. The Curse of the Golden Cross, publiée dans The Nash's Magazine, mai 1925 (La Malédiction de la croix d'or)
6. The Dagger with Wings, publiée dans The Nash's Magazine, février 1924 (La Dague ailée)
7. The Doom of the Darnaways, publiée dans The Nash's Magazine, juin 1925 (La Damnation des Darnaway)
8. The Ghost of Gideon Wise, publiée dans The Nash's Magazine, avril 1926 (Le Fantôme de Gideon Wise)

## Édition française
- The Incredulity of Father Brown (1926) Publié en français sous le titre L'Incrédulité du père Brown, Paris, Gallimard, 1932 ; réédition dans Détective du bon Dieu, Paris, Gallimard, 1954 ; réédition dans Les Enquêtes du père Brown, Paris, Éditions Omnibus, 2008